# Alessandrina Ravizza
Alessandrina Ravizza, nata Massini (Gatčina, 1846 – Milano, 1915), è stata una filantropa italiana, emancipazionista, anticipatrice dei movimenti femministi.

## Biografia
Alessandra (chiamata col vezzeggiativo Saša, da cui Alessandrina) Massini nacque in Russia dove il padre, milanese d'origine, era fuggito durante la tragica Campagna di Russia del 1812 voluta da Napoleone Bonaparte. Sua madre, Caterina Bauer, era di origini tedesche. Cresciuta in ambiente cosmopolita arrivò a conoscere otto lingue. Nell'ambiente borghese la mobilità internazionale era del tutto naturale e molto elevata: nel 1861 era vissuta in Belgio, poi a Locarno, infine nel 1863 giunse in Italia a Milano con una sorella che intendeva studiare canto presso il locale conservatorio. Qui conobbe l'ingegnere Giuseppe Ravizza che ella, a vent'anni, sposò nel 1866. La sua casa divenne ben presto un frequentato salotto borghese.
Non ebbe figli, ma divenne una figura di riferimento del mondo dell'assistenza (soprattutto verso le donne) e dell'emancipazione femminile.
Nel 1868, quando cominciò la sua militanza attiva, le donne impegnate nel miglioramento delle proprie condizioni di vita e in una ricerca di libertà si definivano "emancipazioniste", con riferimento alla battaglia per l'emancipazione dalla schiavitù, allora al centro del dibattito internazionale per quanto accadeva in Russia e negli Stati Uniti d'America. A processo risorgimentale concluso, dopo un'impegnativa, generosa e ampia presenza sulla scena pubblica, le italiane erano state costrette a tornare alle abituali mansioni familiari. Uscire di casa da sole, per le borghesi, era ridiventato sconveniente e neppure frequentare un'associazione umanitaria era sempre ben visto. Tuttavia fu grazie alla filantropia, raccogliendo fondi e organizzando fiere di beneficenza, che molte donne poterono sviluppare quella capacità di amministrare e maneggiare denaro che le madri avevano praticato durante le battaglie per l’Unità nazionale: la filantropia si trasformava in lavoro sociale.
Alessandrina sostenne decine di iniziative riformiste e vari istituti pionieristici nel campo dell'assistenza: dalla Scuola professionale femminile, a fianco di Laura Solera Mantegazza, nel 1870; dalla Scuola laboratorio per adulti e bambini sifilitici al Protettorato per adolescenti. Nel 1879 promosse la Cucina per ammalati poveri, il Magazzino cooperativo benefico e l'Ambulatorio medico gratuito, che offriva anche un'assistenza ginecologica alle donne più povere, nel quale prestarono la loro collaborazione le prime donne-medico Anna Kuliscioff ed Emma Modena.
Alessandrina Ravizza aderì alla Lega femminile milanese e poi alla Società pro suffragio, che si batteva per il voto alle donne. Con Ersilia Majno fu tra le organizzatrici dell'Unione Femminile Nazionale, collaborando anche al periodico dell'associazione "Unione femminile".
Alla fine dell’Ottocento Milano era la metropoli più "europea" d'Italia, una città che mescolava ricchezze e povertà, lussi ed emarginazione, imprenditoria e disoccupazione. La Milano di allora era molto vitale e vi succedevano molte cose: è da allora che si cominciò ad usare la espressione "capitale morale" d'Italia.
Se nel 1898 il generale Bava Beccaris puntava i cannoni dal Castello Sforzesco sulla folla che protestava per la povertà, da qualche anno (nel 1893) era nata la "Società Umanitaria": ente morale, nata grazie al lascito testamentario di Prospero Moisè Loria, mecenate di origine mantovana, che dava all'aggettivo "umanitaria" non il senso di semplice assistenza e beneficenza, ma l'assistenza mediante lo studio, l'istruzione, il lavoro. Un progetto complessivo di formazione ed emancipazione sociale che, in breve tempo, divenne una delle più importanti istituzioni di Milano.
In preteso "stato di emergenza", il generale Bava Beccaris ne decretò lo scioglimento, in quanto associazione «notoriamente affiliata ai partiti estremi con serio pericolo che ne volgano i mezzi di fine settario per la propaganda di idee sovversive».
Nel 1901 fu tra i promotori dell'Università popolare e diresse il primo ufficio di collocamento, essendo stata assunta in qualità di direttrice dell’erigenda Casa di lavoro per disoccupati della Società Umanitaria, con mano libera per la sua organizzazione interna. Era un incarico remunerato modestamente, ma comunque un successo anche politico, considerando le battaglie del passato per il riconoscimento delle competenze acquisite e il diritto ad una giusta paga.
Gli anni seguenti, dal 1906 al 1914 furono densi di cambiamenti per Alessandrina che si confrontò con il disagio per l’avvento di un'epoca dominata dal denaro, dall'antagonismo sociale, dalla fine della solidarietà umana. Furono anni, quelli dal 1908 in poi, sempre più faticosi, nell'impresa disperata di mantenere aperta la sua creatura, la Casa di lavoro, uno degli ultimi rifugi per i "viandanti della disperazione". Nell'avvento di quella "modernità" vide soprattutto la fine del suo mondo e dei suoi ideali: l'armonia tra le nazioni, la giustizia sociale, il rinnovamento delle coscienze, la solidarietà e il rispetto tra gli individui. Continuò a lavorare e a lottare, ma spesso con un senso di disincanto e di tristezza. Divenne una "lavoratrice disperata". Il suo acceso umanitarismo e le sue battaglie per costruire una convivenza civile democratica, pluralista ed egualitaria, le guadagnarono un'autorevolezza che rimase inalterata fino alla morte.
Aveva conosciuto e frequentato molte altre donne impegnate nella causa dell'emancipazione femminile, come Maria Montessori, Anna Rozenstein (poi nota come Kuliscioff, anche lei oriunda dell’impero russo, medico, attivista politica socialista), Rina Faccio (meglio nota come Sibilla Aleramo) con la quale intrattenne una fitta corrispondenza, la poetessa Ada Negri.
Morì a Milano nel 1915.
Disse di lei la sua amica, la scrittrice e poetessa Ada Negri, nel corso della sua commemorazione al Teatro del Popolo della Società Umanitaria, il 21 marzo 1915:
Carlo Emilio Gadda, nel ricordarla, ne citò le pubblicazioni: «Diresse la Casa del Lavoro una donna, Alessandrina Ravizza, che alla causa della Disperazione dedicò tutte le sublimi forze dello spirito suo: e ci lasciò due libri di memorie accorate: I miei ladruncoli e Sette anni di vita alla Casa del Lavoro, come il documento d'un'opera, o, meglio, di tutta un'anima.»

## Il Parco Alessandrina Ravizza
Il Comune di Milano le ha intitolato un parco pubblico nella zona sud della città. Il parco è diventato molto popolare come ritrovo diurno di studenti a partire dagli anni quaranta dopo che è stata costruita nei suoi pressi la nuova sede dell'Università Bocconi (1938-1941).